# Skene
Skene – w teatrach greckich początkowo drewniany, później kamienny budynek usytuowany naprzeciw widowni (theatronu) wzdłuż linii stycznej do orchestronu. 
Pierwsza skene powstała w 465 roku p.n.e. z inicjatywy Ajschylosa, który potrzebował dla swoich aktorów miejsca na zmianę kostiumów podczas trwania spektaklu. Miała ona formę drewnianego baraku. Mieściły się w nim szatnie dla aktorów, magazyny rekwizytów. W IV wieku p.n.e. można już zaobserwować teatry budowane z kamienia z kamienną skene. Wzorem dla innych teatrów stał się teatr Dionizosa w Atenach. Przednią ścianę budynku zaczęto wykorzystywać jako tło spektakli, umieszczano na niej dekoracje (początkowo skóry, kotary, potem bardziej wyszukane pinakes – malowane tablice obrazujące scenerię, a jeszcze później periakty – obrotowe graniastosłupy z dekoracjami). 
Klasyczna skene miała troje drzwi (w późniejszych budowlach było ich więcej), Zgodnie z ustaloną konwencją, środkowe – największe – pełniły w sztukach rolę drzwi do pałacu, z nich wychodzili jego mieszkańcy lub wytaczano ekkyklemę (platformę przedstawiającą konsekwencje wydarzeń wewnątrz budynku). Pozostałe drzwi także posiadały tradycyjne znaczenie, kierowały do portu lub do miasta. Przy skene znajdowały się także inne urządzenia wspomagające spektakl, np.: theologeion (rodzaj balkonu z którego przemawiali aktorzy-bogowie). 
Przed skene powstał podest, na którym grali aktorzy (proskenion), a rozrost głównego budynku sprawił, że pojawiły się paraskenia, wysunięte do przodu boczne skrzydła skene, które jednak już w epoce hellenistycznej cofnięto do linii budynku, tak że stanowiły one boczne przybudówki. Zabudowania rozszerzono, sięgały rozmiarami znacznie poza orchestrę. Ostatecznie grecka skene przybrała kształt prostokąta i osiągała wymiary 46,5×6 metrów.